# Vallelaghi
Vallelaghi är en kommun i provinsen Trento i regionen Trentino-Sydtyrolen i Italien. Kommunen hade 5 065 invånare (2018).
Kommunen Vallelaghi bildades den 1 januari 2016 genom en sammanslagning av de tidigare kommunerna Padergnone, Terlago och Vezzano.